# Elecciones federales de Alemania de 1920
Las elecciones federales de 1920 de la República de Weimar tuvieron lugar el 6 de junio de 1920, con el propósito de elegir a los miembros del Reichstag. La participación fue del 79.2%.
Tras las elecciones, el jefe del Estado, Friedrich Ebert, celebró una ronda de consultas con los partidos políticos con representación parlamentaria, a efectos de proponer un candidato a la presidencia del Gobierno. Pese a que el SPD había revalidado su victoria electoral, el USPD, el DVP, Zentrum y el DDP llegaron a un acuerdo de Gobierno para apartar al SPD del poder. El centrista Konstantin Fehrenbach fue nombrado nuevo presidente del Gobierno alemán.
Tras sucesivas dimisiones presidenciales, se fueron sucediendo diversos Gobiernos apoyados por estos partidos políticos, bajo la presidencia, respectivamente, de Joseph Wirth, Wilhelm Cuno, Gustav Streissmann y Wilhelm Marx. Sería este último el que, finalmente, en 1924, decidiría acabar con la agonía de la II Legislatura, disolviendo anticipadamente el Parlamento alemán y convocando elecciones anticipadas.

## Resultados
| #  | Partido político      | Votos      | % de votos válidos | Escaños | Variación (escaños) |
| -- | --------------------- | ---------- | ------------------ | ------- | ------------------- |
| 1  | SPD                   | 6.179.991  | 21.92%             | 103     | -60                 |
| 2  | USPD                  | 4.971.220  | 17.63%             | 83      | +61                 |
| 3  | DNVP                  | 4.249.100  | 15.07%             | 71      | +27                 |
| 4  | DVP                   | 3.919.446  | 13.90%             | 65      | +46                 |
| 5  | Zentrum               | 3.845.001  | 13.64%             | 64      | -27                 |
| 6  | DDP                   | 2.333.741  | 8.28%              | 39      | -36                 |
| 7  | BVP                   | 1.173.344  | 4.16%              | 20      | +20                 |
| 8  | DHP                   | 319.108    | 1.13%              | 5       | +4                  |
| 9  | KPD                   | 589.454    | 2.09%              | 4       | +4                  |
| 10 | Otros partidos        | 883.176    | 2,18%              | 5       | -                   |
|    | Votos nulos/en blanco | 267.249    | -                  | -       | -                   |
|    | Total                 | 28.463.581 | 100.0%             | 459     | +36                 |

- Fuente: Gonschior.de